# 앤드루 스터넬

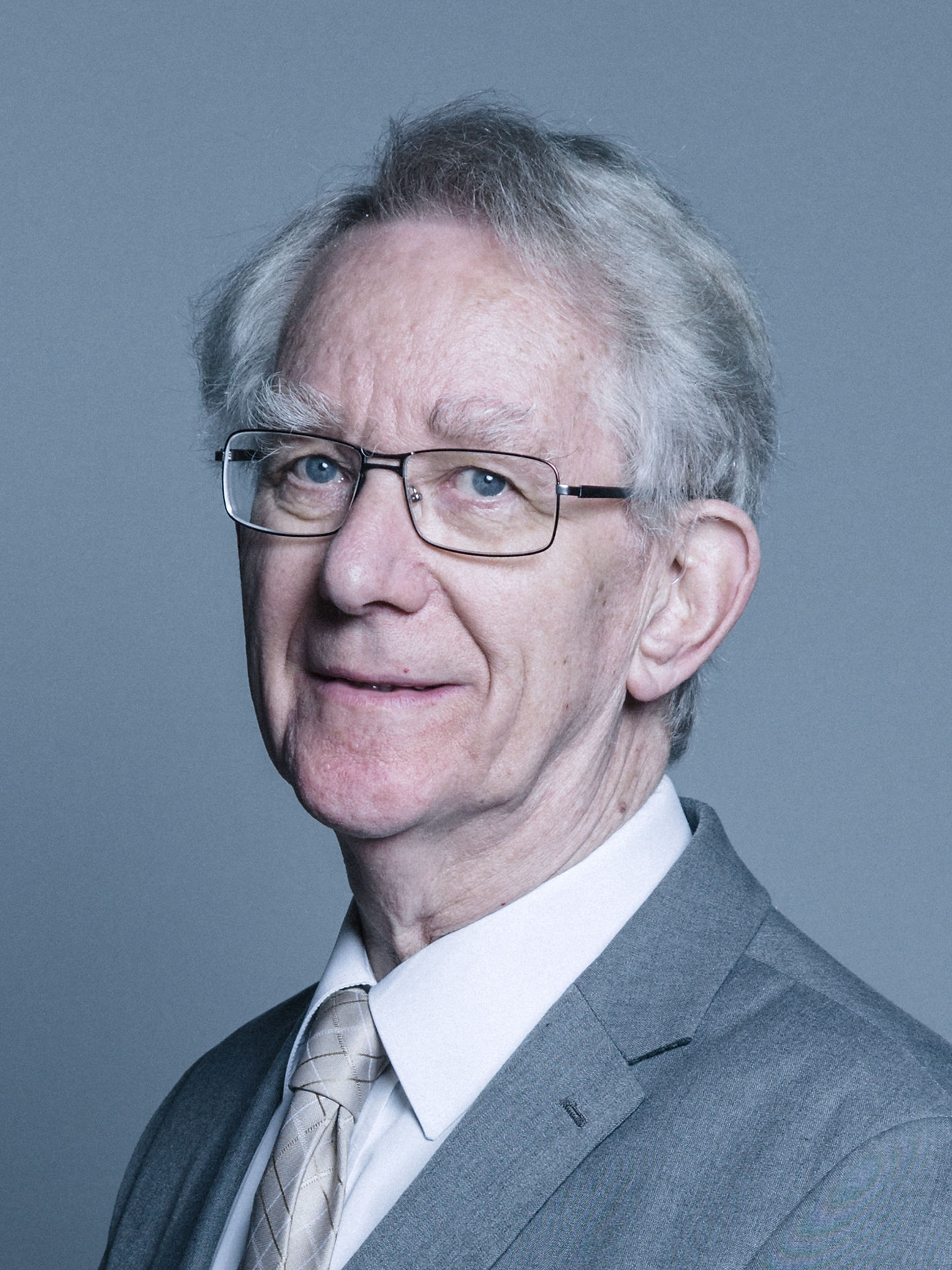
앤드루 스터넬

로버트 앤드루 스터넬 (Robert Andrew Stunell, Baron Stunell OBE PC, 1942년 11월 24일~)는 영국의 정치인으로, 영국 자유민주당 소속이다.
1997년 영국 총선에서 헤이즐그로브 지역구 후보로 나와 처음 당선되었으며, 2010년 영국 총선까지 4선의원을 역임한 후 2015년 퇴임했다. 2010년부터 2012년까지는 캐머런-클레그 내각에서 지역사회지방정부부 정무차관을 역임했다. 2015년 남작 작위를 수여받고 일대귀족이 되었으며, '스터넬 남작'이란 칭호가 생겼다.